# Stiftung Westfalen-Initiative
Die Stiftung Westfalen-Initiative für Eigenverantwortung und Gemeinwohl mit Sitz in Münster ist eine gemeinnützige Stiftung bürgerlichen Rechts. Satzungsgemäß verfolgt die Stiftung Westfalen-Initiative die Förderung der Wissenschaft und Forschung, der Bildung und der Erziehung sowie die Förderung des Heimatgedankens bezogen auf den Raum Westfalen. In diesen Förderbereichen will die Stiftung das Subsidiaritätsprinzip durch Forschung, Umsetzung und Vermittlung fördern. Die Stiftung Westfalen-Initiative ist neben dem Landschaftsverband Westfalen-Lippe und dem Westfälischen Heimatbund einer der bedeutenden Förderer einer regionalen Identität.
Neben der Stiftung gibt es auch einen Verein Westfalen-Initiative.

## Die Stiftung
Die Gründung der Stiftung Westfalen-Initiative für Eigenverantwortung und Gemeinwohl geht auf das Testament des 1998 verstorbenen Unternehmers Martin Leicht zurück. Es handelt sich um eine Stiftung bürgerlichen Rechts. Die Stiftung Westfalen-Initiative ist satzungsgemäß eine operative, keine Förderstiftung. Ihre Projekte und Initiativen realisiert sie in der Regel gemeinsam mit Kooperationspartnern aus dem öffentlichen oder gemeinnützigen Bereich sowie aus der Wirtschaft. Die Projekte werden von der Stiftung nicht ausschließlich finanziell unterstützt, sondern selbst durchgeführt oder personell begleitet. Durch den ausdrücklichen Kooperationsauftrag wirkt die Stiftung Westfalen-Initiative als vernetzende Institution in Westfalen.
Zurzeit besteht der Vorstand aus dem Vorsitzenden Hans Moormann, dem stellvertretenden Vorsitzenden Klaus P. Strautmann und Stefanie Schnusenberg-Besselmann. Der Vorstand wird durch ein zwölfköpfiges Kuratorium kontrolliert, dessen Vorsitz Carl-Julius Cronenberg aus Arnsberg ausübt. Der laufende Betrieb in der Geschäftsstelle im Zentrum Münsters wird von Geschäftsführer Christoph Dammermann geleitet.

## Aktivitäten und Projekte
Bürgergesellschaft
- Jährlicher Wettbewerb WestfalenBeweger: Wettbewerb zur Stärkung des bürgerschaftlichen Engagements. Im Wettbewerb werden Preisgelder bis zu 35.000 Euro ausgeschüttet.[5]
- Stiftungsverbund Westfalen-Lippe: Ziel des 2006 initiierten und von der Stiftung Westfalen-Initiative koordinierten Stiftungsverbundes ist es, Stiftungen in Westfalen zu regionalen Kooperationen anzuregen und den Know-how-Austausch zu fördern.[6]

Kultur und Bildung
- Gemeinsam erziehen in Elternhaus und Grundschule (GEEG): Lehrer werden in Schulungen qualifiziert, an ihren Schulen Erziehungskurse für Eltern anzubieten, um den Erziehungs- und Bildungsauftrag gemeinsam zu erfüllen.[7]
- Förderpartnerschaft mit der Gesellschaft zur Förderung der westfälischen Kulturarbeit  e.V. (GWK) zur Förderung der Kulturlandschaft in Westfalen.

Demografischer Wandel
- Die Stiftung Westfalen-Initiative hat gemeinsam mit dem Landschaftsverband Westfalen-Lippe eine Studie zu den aktuellen und künftigen demografischen und wirtschaftlichen Entwicklungen und Herausforderungen Westfalens und seiner Teilregionen in Auftrag gegeben. Auftragnehmer ist das Berlin-Institut für Bevölkerung und Entwicklung. Im Juli 2018 wurde die Studie als Publikation „Eine Region, viele Aussichten. Wie der demografische Wandel Westfalen fordert“ in der NRW-Landesvertretung in Berlin vorgestellt.[8]

Europa – Subsidiarität und Regionen
- Anlässlich des 20. Todestages des Stifters Martin Leicht wurde in Anlehnung an das Vermächtnis des Stifters eine neue Diskussion rund um die Kernbegriffe der Stiftung wie Gemeinwohl und Eigeninitiative, Subsidiarität, Europa der Regionen, Heimat Westfalen, gesellschaftliche Verantwortung und Stiftungswesen angestoßen. Am 8. September 2018 fand hierzu die Vortragsveranstaltung „Subsidiarität im politischen System Europas“ mit Bundestagspräsident a. D. Norbert Lammert im Erbdrostenhof in Münster statt, begleitet von der Publikation „Europa – Subsidiarität und Regionen“ in der Schriftenreihe der Westfalen-Initiative.
- Zur Reflexion der Kernthemen fand im Oktober 2018 ein Kaminabend mit dem Präsidenten des Ausschusses der Regionen, Karl-Heinz Lambertz (Senator der Deutschsprachigen Gemeinschaft Belgiens) statt.

Publikationen
- Die Organisation gibt eine eigene Schriftenreihe heraus.[9]

## Projektarchiv
- WestfalenSlam: Beim ersten WestfalenSlam ging es am 19. Juli 2014 in Lippstadt in zwölf Wettbewerben um Spiel, Sport, Können und Köpfchen.
- WestfalenSprung – Martin Leicht-Preis für Stadt und Regionalentwicklung.[10] Der Preis wurde zuletzt 2015 vergeben.
- Verwaltungsstrukturreform NRW: Mit Gutachten und Expertise bemüht sich die Westfalen-Initiative, die immer wieder aufkommende Diskussion um die Verwaltungsstruktur des Landes zu versachlichen.[11] Neben dem Landschaftsverband Westfalen-Lippe und dem Westfälischen Heimatbund, war die Westfalen-Initiative einer der maßgeblichen überlokalen Akteure, die sich gegen die Abschaffung der bisherigen Bezirksregierungen zu Gunsten von drei großen Nachfolgebehörden sowie gegen die Auflösung des Landschaftsverbands Westfalen-Lippe wandte.[12]
- Westfälische Ehrengalerie: In die Westfälische Ehrengalerie wurden alle zwei Jahre im Rahmen eines Festakts eine historische und eine kongenial wirkende Persönlichkeit aufgenommen, die sich in einem bestimmten Gebiet besonders um Westfalen verdient gemacht haben.[13]
- „Westfalen erfahren“: Eine Radtour für Journalisten, die zwischen 2002 und 2015 insgesamt sechsmal stattfand und kulturelle, wirtschaftliche, landschaftliche und andere Highlights aus Westfalen präsentierte und erkundete.
- Studiengang „Nonprofit-Management and Governance“: Dieser erste deutsche Studiengang, der auf eine Tätigkeit im gemeinnützigen Sektor vorbereitet, wurde gemeinsam mit dem Zentrum für Nonprofit-Management entwickelt und an der Westfälischen Wilhelms-Universität Münster umgesetzt.[14]
- Internetportal „Westfälische Geschichte“: Dort findet sich die gemeinsam mit dem LWL-Institut für westfälische Regionalgeschichte des Landschaftsverbands Westfalen-Lippe entwickelte preisgekrönte Quelle für Materialien, Unterrichtseinheiten und Neuigkeiten zur Geschichte Westfalens.[15]
- Verantwortung lernen: Basierend auf dem Service-Learning-Ansatz werden Schüler durch eigenverantwortlich gestaltete Projekte im Unterricht für gesellschaftliche Probleme und bürgerschaftliches Engagement sensibilisiert. Kooperationsprojekt mit den Stiftungen Bürger für Münster und Bürgerwaisenhaus. In neuer Trägerschaft wird es seit 2008 von der WGZ-Bank unter dem Titel „sozialgenial“ finanziert und von der Stiftung Aktive Bürgerschaft NRW-weit durchgeführt.[16]
- Zwischen 2004 und 2010 veranstaltete der Verein mit finanzieller Unterstützung der Stiftung das internationale Orgelfestival Westfalen-Lippe. Darüber hinaus fand der westfälisch-lippische Orgelwettbewerb Westfalen Impro zwischen 2005 und 2016 statt.

## Homepage
- Website der Stiftung Westfalen-Initiative